# Enicospilus sakaguchii
Enicospilus sakaguchii är en stekelart som först beskrevs av Matsumura och Tohru Uchida 1926.  Enicospilus sakaguchii ingår i släktet Enicospilus och familjen brokparasitsteklar. Inga underarter finns listade i Catalogue of Life.